# Optimisation conique
 (septembre 2023).
 (septembre 2023).
Si vous disposez d'ouvrages ou d'articles de référence ou si vous connaissez des sites web de qualité traitant du thème abordé ici, merci de compléter l'article en donnant les références utiles à sa vérifiabilité et en les liant à la section « Notes et références ».
Un problème d'optimisation conique consiste à minimiser une fonction linéaire sur l'intersection d'un cône convexe fermé et d'un sous-espace affine.
L’optimisation conique (OK) est la discipline qui analyse les problèmes d'optimisation conique et propose des méthodes de résolution. Elle généralise et offre un cadre à
- l'optimisation linéaire, dans laquelle le cône est l'orthant positif de {\displaystyle \mathbb {R} ^{n}},
- l'optimisation SDP, dans laquelle le cône est l'ensemble {\displaystyle {\mathcal {S}}_{+}^{n}} des matrices symétriques semi-définies positives,
- l'optimisation cornettique, dans laquelle le cône est le cornet {\displaystyle \mathbb {R} _{\triangledown }^{n+1}:=\{(x,z)\in \mathbb {R} ^{n}\times \mathbb {R} :\|x\|_{2}\leqslant z\}},
- l'optimisation copositive, dans laquelle le cône est l'ensemble {\displaystyle {\mathcal {C}}^{n}} des matrices symétriques copositives,
- l'optimisation complètement positive, dans laquelle le cône est l'ensemble {\displaystyle {\mathcal {C}}^{n+}} des matrices complètement positives, etc.